# Cephalurus cephalus
Lo squalo lecca-lecca (Cephalurus cephalus (Gilbert, 1892)) è una specie di pesce cartilagineo della famiglia Pentanchidae, l'unico ascrivibile al genere Cephalurus Bigelow & Schroeder, 1941.

## Descrizione
Lo squalo lecca-lecca è così chiamato per il corpo piccolo e snello e la testa grande che comprende un terzo del corpo di un esemplare adulto. La sua grande testa contiene delle grandi branchie allargate.

## Distribuzione e habitat
Questo squalo si trova dal golfo della California fino al largo della penisola di bassa California meridionale. Questa specie bentonica si trova ai margini della piattaforma continentale, sui 155-937 metri dove si dice sia molto abbondante, infatti si sono viste aggregazioni di centinaia di esemplari.

## Biologia
La regione delle branchie allargata suggerisce che lo squalo lecca-lecca si sia adattato a vivere in acque molto profonde con livelli molto bassi di ossigeno disciolto. Questo squalo si nutre di crostacei e piccoli pesci. Si tratta di una specie vivipara che partorisce a inizio estate. Le femmine hanno 2 ovaie che contengono coppie di uova sottili all'interno dei loro corpi fino alla schiusa. I piccoli misurano 10 cm e diventano maturi sui 19 cm per i maschi e 24 cm per le femmine.

## Conservazione
Benché questa specie non abbia nessun valore commerciale, esemplari vengono involontariamente catturati dalle reti a strascico durante le battute di pesca ai gamberetti, tuttavia abitando i C. cephalus la piattaforma continentale esterna e la parte superiore della scarpata a una profondità compresa tra i 155 e i 927 m, gli areali non sono sovrapponibili, sfuggendo alla cattura per frequentare acque solitamente più profonde del pescato. Per tale motivo la relazione emessa dalla IUCN nel 2020, la specie viene considerata a rischio minimo di estinzione (LC).